# Роберт Фішер Томс
Роберт Фішер Томс (англ. Robert Fisher Tomes; 4 серпня 1823, Вестон-на-Ейвоні, Ворікшир, Англія — 10 липня 1904, Івшам, Вустершир, Англія) — англійський зоолог і фермер.

## Біографія
Він збирав птахів і ссавців. Цікавився кажанами, описавши ряд нових видів. Він написав глави про комахоїдних і кажанів в другому виданні книги «Історія Чотириногих» зоолога Томаса Белла. Він також публікувався з палеонтології й мав значну колекцію викопних коралів. За свою роботу з вивчення кажанів він у 1860 році став член-кореспондентом Лондонського зоологічного товариства. У 1877 році став членом Лондонського геологічного товариства. Його колекція ссавців поповнила Музей природознавства (Лондон), а колекція птахів він заповів музею в Вустері.

## Описані таксони
- Epomops franqueti — вид рукокрилих родини криланові.
- Kerivoula argentata — вид рукокрилих родини лиликові.
- Lonchorhina aurita — вид рукокрилих родини листконосові.
- Proechimys semispinosus — вид гризунів родини Ехімісові

## Праці
- Occurrence of the Fork-tailed Petrel in Warwickshire Zoologist, 8 : 2706—2707 (1850)
- On two species of bats inhabiting New Zealand. Proc. Zool. Soc. Lond., pp. 134–142 (1857)
- A monograph of the genus Nyctophilus. Proc. Zool. Soc. Lond., pp. 25–37 (1858)
- Descriptions of six hitherto undescribed species of bats. Proc. Zool. Soc. Lond. pp. 68–79 (1859)
- A monograph of the genus Epomophorus, with a description of a new species. Proc. Zool. Soc. Lond., pp. 42–58 (1860)
- Notes on a third collection of Mammalia, made by Mr. Fraser in the Republic of Ecuador. Proc. Zool. Soc. Lond. pp. 28 (1860)
- Report of a collection of mammals made by Osbert Salvin, Esq., FZS, at Dueñas, Guatemala. Proc. Zool. Soc. Lond. pp. 278 (1861)
- Notice of a new American form of marsupial. Proc. Zool. Soc. Lond., pp. 50–51 (1863)
- On a new genus and species of leaf-nosed bats in the museum at Fort Pitt. Proc. Zool. Soc. Lond., pp. 81–85 (1863)
- On some new or imperfectly known Madreporaria from the Inferior Oolite of Oxfordshire, Gloucestershire, and Dorsetshire. Geol. Mag. 23, 385-98, 443–52. (1886)
- On Heterastraea, a new genus of Madreporaria from the Lower Lias. Geol. Mag. 25, 207–18. (1888)
- Birds. In the Victoria County History of Worcestershire (1901)
- Aves. In the Victoria County History of Warwickshire (1904)